# Matthias Baxmann
Matthias Baxmann (* 1957 in Ost-Berlin) ist ein deutscher Hörspielautor und Featureautor.

## Leben
Seine Mutter war die Schauspielerin Ruth Kommerell.
Baxmann studierte zwei Semester Chemie, bevor er eine Tätigkeit als Archivar im Bertolt-Brecht-Archiv aufnahm und später als Graphikdrucker arbeitete. Nachdem er sein Studium an der Berliner Hochschule für Schauspielkunst Ernst Busch 1987 abgeschlossen hatte, war er bis 2001 als Puppenspieler tätig und gleichzeitig über 10 Jahre als Spiel- und Theaterpädagoge beschäftigt. Seit Mitte der 1990er Jahre ist er als Autor, Journalist und Produzent für den Hörfunk von ARD und Deutschlandradio tätig, für die er über 100 Features, Reportagen und Hörspiele schrieb.
Er hat zwei Töchter und einen Sohn, den Musiker Gregor Heinze.

## Schaffen
Gemeinsam mit Matthias Eckoldt kreierte er ab 2006 die wöchentliche Sendereihe Mensch Müller für Deutschlandradio Kultur mit über 200 Folgen. Seit 2012 produziert er mit Eckoldt die wöchentlich ausgestrahlte Langzeitreihe Alltag anders, mit bisher über 500 Folgen für Deutschlandfunk Kultur. In diesen O-Ton Features erzählen deutsche Auslandskorrespondenten aus allen Kontinenten über ihre Alltagserfahrungen in der Fremde. Umgekehrt berichten in Deutschland lebende ausländische Korrespondenten über ihre Erfahrungen mit den Deutschen in der Reihe Typisch Deutsch. Zwischen 2018 und 2019 wurden über 100 Folgen ausgestrahlt, Produktion zusammen mit Eckoldt. Darüber hinaus gestaltete er 2020 zusammen mit Eckoldt die Reihe „Wozu Werte?“ ebenfalls für Deutschlandfunk Kultur mit 50 Folgen.

## Feature und Hörspiel (Auswahl)
- 1996 „Fährmann, hol über!“ – Fährleute heute – (F), Eigenproduktion für MDR
- 1999 „Ein Schaf muss ein Schaf  bleiben“ – Unterwegs mit einem Schäfer – (F), EIG für MDR
- 2000 „Seemannsbraut und Kabeljau“ – Die Fischer von Usedom – (F) EIG für MDR
- 2001 „Bewundert seine Gaben“ – Der Orgelbauer Gottfried Silbermann – (F), EIG für RBB
- 2002 „Moses Babyfenster - Keine Zeugen! Keine Polizei! Keine Fragen!“ – Babyklappen in Deutschland (F), NDR
- 2003 „Kein Brief gestern, keiner heute“ nach Franz Kafka (H), Regie: Barbara Plensat, MDR
- 2004 „Süßkartoffeln im Niemandsland“ – Die Berliner Mauer – (F), EIG für RBB
- 2005 „Fürst Pückler, Abenteurer, Schriftsteller, Gartenkünstler“ (F), EIG für SWR
- 2005 „Das kleine Mädchen mit den Schwefelhölzchen“ nach Andersen (H), EIG für ORF
- 2005 „Die Blumen der kleinen Ida“ nach Andersen (H), EIG für MDR
- 2006 „Entweder bin ich irr oder die Welt“ nach Einar Schleef (H), Regie: Ulrich Lampen, Produktion SWR/WDR
- 2006 „Unbeflekte Empfängnis“ – Lesbische Paare mit Kinderwunsch – (F) EIG für SWR
- 2007 „Lösungswort Bargeld“ – Die Kaffeefahrtenmafia – (F) EIG für DLF
- 2007 „Mädchenmörder Brunke“ – Hsp. nach Texten von Thomas Brasch – (H) für DLR
- 2008 „Deutschland über alles“ – Burschenschaften heute – (F) EIG für DLF
- 2009 „Wer ist der Vater?“, – Die Suche nach der leiblichen Herkunft – (F), EIG für SWR
- 2009 „Drehladen und Findelhäuser“ – Die Geschichte der Kindstötung – (F), DLR
- 2009 „Die Kunst des Lokomotivführens“ nach dem Roman von Steven Caroll – (H) für SWR
- 2010 „Deutschrumäne oder Rumänendeutscher?“ – Die Suche nach der Identität – (F), EIG für SWR
- 2010 „Was vom Osten übrig blieb“ – Die Mentalität der Ostdeutschen – (F), EIG für SWR
- 2011 „Mein Kind gehört mir!“ – Das Sorgerecht in Deutschland – (F), EIG für SWR
- 2011 „Spurensuche im märkischen Sand“, Deutschlandrundfahrt (F), DLR
- 2012 „Tourismus in der Mondlandschaft“ – Der Tagebau in Welzow-Süd – Länderreport, EIG für DLR
- 2012 „Gestresste Mütter bringen gestresste Kinder zur Welt“ – über Pränatalpsychologie – (F), EIG für SWR
- 2013 „Nixen, Elfen, Wassergeister“ – Leben an der Elbe – Deutschlandrundfahrt, DLR
- 2013 „Wenn der Groschen fällt“ – über Automaten – 5-teilige Hörstückreihe, EIG für RBB
- 2014 „Nichts geht mehr“ – Haben wir das Laufen verlernt? – (F), DLR
- 2014 „Rote Haare, Sommersprossen…“ – Über Rothaarige – (F), EIG für SWR/RBB
- 2015 „Wie die Zeit vergeht“ – Über unser Zeitempfinden – (F), EIG für SWR
- 2016 „Leuna – Ein Schicksal aus Chemie“ – (F), MDR
- 2016 „Tears on my pillow“ – Über das Weinen – (F), EIG für SWR
- 2017 „Jeder Jeck ist anders“ – Über die wundersamen Deutschen – (F), EIG für SWR
- 2017 „Murmeln murmeln“ – Eine runde Sache – (F) EIG für Nachspiel/DLF Kultur
- 2018 „Deutsch werden“ – Die Hürden der Einbürgerung – (F), EIG für DLF Kultur
- 2018 „Kurven kratzen – Die Geschichte der Skier“ (F), EIG für Nachspiel/DLF Kultur
- 2019 „Von Thüringen ins Silicon Valley“ – Eine Republikflucht – (F), Co-Autor: Matthias Eckoldt, MDR Kultur
- 2019 „Ich gebe mich nicht geschlagen“ – Weibliche Gewalt in Partnerschaften – (F) EIG für SWR
- 2020 „Allein oder gemeinsam“ – Was wir teilen und wozu – (F) EIG für SWR
- 2021 „Mit links“ – Schönschreiben nach Schulterbruch" (F) EIG für SWR
- 2022 „Du die Halben, ich die Vollen“ – Das Billardspiel  (F) EIG für DLF Kultur
- 2023 „Mit Schwimmbrett und Poolnudel“ – Schwimmenlernen als Erwachsener (F) EIG für DLF Kultur
- 2024 „Seid bereit! Immer bereit!“ – Pioniere in der DDR (F) Co-Autor: Thomas Bratzke, EIG für DLF Kultur

## Sachbücher
- Woanders ist auch Alltag – Auslandskorrespondenten über die Tücken in der Fremde, gemeinsam mit Matthias Eckoldt, Köln, Bastei Lübbe 2014.
- Andere Länder, andere Sitten, gemeinsam mit Matthias Eckoldt, München, Travel House Media 2015.
- Typisch deutsch?, gemeinsam mit Matthias Eckoldt, München, Travel House Media 2016.

## Auszeichnungen
- 2003 Hörspiel des Jahres für sein Hörspiel Kein Brief gestern, keiner heute (Regie: Barbara Plensat)
- 2005 Publikumspreis des RBB („15 Jahre Deutsche Einheit“) für das Kurzfeature Müllers Einheit
- 2006 ARD-Hörspielpreis und ARD-Online-Award für sein Hörspiel Entweder bin ich irr oder die Welt nach Texten von Einar Schleef (Regie: Ulrich Lampen)
- 2007 2. Platz bei „Plopp!-Award“ der Akademie der Künste in Berlin mit dem Hörstück Gewonnen!
- 2008 2. Platz bei Kurzhörspielwettbewerb Hoer.Spiel, Sankt Pölten/Österreich, mit Die Erfindung
- 2016 3. Platz beim Berliner Hörspielfestival / Das kurze brennende Mikro für Lügen haben krumme Beine
- 2018 3. Platz beim Berliner Hörspielfestival / Das glühende Knopfmikro für 2, 4, 6, 8, 10, alles Zwang oder was?